# Консультативна рада (Бахрейн)
Консультативна рада (араб. مجلس الشورى البحريني) — верхня палата Національних зборів Бахрейну. 
До складу Ради входять сорок членів, які призначаються безпосередньо королем Бахрейну. Сорок місць Консультативної ради разом із сорока виборними членами Ради представників утворюють Національні збори Бахрейну. Всі закони (за винятком «Королівських указів») мають прийматися обома палатами Асамблеї. Після широко розповсюдженого розчарування, що жодна жінка не була обрана в нижню палату на загальних виборах 2002 року, чотири жінки були призначені до Консультативної ради.
Алесь Саманн увійшла в історію арабського світу, 18 квітня 2004 року, коли вона стала першою жінкою, яка головує на сесії парламенту Бахрейну. BBC повідомила: «Випадки такого роду в арабському світі все частіше розглядаються як ознаки поступового переходу до більш відкритих і демократичних суспільств у всьому регіоні».
Критики стверджують, що правляча сім'я прагнула використовувати призначену Консультативну раду, щоб гарантувати право вето на все законодавство. До складу ради входить Фейсал Фулад, активіст, якого звинувачують в скандалі про незаконне отримання щомісячної стипендії BD500 (1 326 доларів США) і в розпалюванні міжрелігійної ворожнечі.
Після політичного примирення між урядом і опозицією, очолюваною шиїтами-ісламістами Аль-Вефак, пішли чутки про те, що уряд готується призначити своїх активістів до Консультативної ради. Хоча урядовці заперечували цей план, в повідомленнях у пресі в квітні 2006 року стверджувалося, що лідери опозиції отримали запевнення від посередника уряду про те, що деякі з їх знакових фігур можуть бути призначені в Раду. У доповіді додано, що лідери опозиції «не прийняли і не відхилили пропозицію, а обіцяли ретельно вивчити його».
В уряд були призначені два члена Консультативної ради, обидва з яких були жінки: доктор Нада Хаффад стала першим міністром охорони здоров'я Бахрейну у 2004 році; другу жінку, яка призначена в кабінет міністрів, міністр соціальних справ Фатіма Балуші, також раніше служила в Раді.
Голова Консультативної ради виступає як голова об'єднаних Національних зборів Бахрейну. Термін повноважень ради — чотири роки.